# Персидское
Персидское (Персидский) — село в Кизлярском районе Дагестана. Входит в состав Большезадоевского сельсовета.

## География
Расположено на левом берегу реки Старый Терек, в 8 км к юго-востоку от центра сельского поселения — села Большезадоевское и в 17 км от города Кизляр.

## История
Образовано азербайджанскими переселенцами (персами, откуда и название). Было единственным азербайджанским селением на Кизлярщине.

## Население
| 1926 | 1970 | 1989 | 2002 | 2010 | 2021 |
| ---- | ---- | ---- | ---- | ---- | ---- |
| 152  | ↘139 | ↗164 | ↗204 | ↗235 | ↗317 |

Национальный состав
По данным Всесоюзной переписи населения 1926 года:
| № | Национальность | Численность, чел. | Доля  |
| - | -------------- | ----------------- | ----- |
| 1 | персы          | 152               | 100 % |

По данным Всероссийской переписи населения 2010 года:
| № | Национальность | Численность, чел. | Доля   |
| - | -------------- | ----------------- | ------ |
| 1 | азербайджанцы  | 221               | 94,0 % |
| 2 | другие         | 14                | 6,0 %  |

По данным Всероссийской переписи 2010 года, в селе проживало 235 человек (110 мужчин и 125 женщин).